# Carlos Alcaraz (fotbollsspelare)
Carlos Jonas "Charly" Alcaraz Duran, född 30 november 2002, är en argentinsk fotbollsspelare som spelar för CR Flamengo.